# Годовщина (будущий фильм)
«Годовщина» (англ. Anniversary) — будущий художественный фильм режиссёра Яна Комасы. В главных ролях в фильме снялись Дайан Лейн, Кайл Чендлер, Мэдлин Брюэр и Зои Дойч

## Сюжет
Семья, прежде дружная и сплоченная, разрывается на части после того, как по стране прокатывается новое движение под названием «Перемены».

## В ролях
- Дайан Лейн
- Кайл Чендлер
- Мэдлин Брюэр
- Зои Дойч
- Фиби Дайневор
- Маккенна Грейс
- Дэрил Маккормак

## Производство
В мае 2023 году стало известно, что режиссёром фильма станет Ян Комаса, написавший сценарий совместно с Лори Розен-Гамбино. В актёрский состав фильма вошли Дайан Лейн, Кайл Чендлер, Мэдлин Брюэр, Зои Дойч, Фиби Дайневор, Маккенна Грейс и Дэрил Маккормак.
Съёмки начались в Ирландии в июле 2023 года. Первоначально на производство повлияла забастовка SAG-AFTRA 2023 года, но позже фильм получил разрешение на продолжение производства.